# شقاوات بغداد
شقاوات بغداد، وتعني أشقياء مدينة بغداد، وأصل كلمة أشقياء هي كناية قديمة عن الشخص العيّار الذي يحمل السلاح، ويتعاطى أعمال الشجاعة ويسمى تصرفهُ هذا باللغة البغدادية الدارجة: (شقاوة)، ويلف علىٰ رأسهِ اليشماغ وهو نوع من غطاء الرأس يسمىٰ الچراويّة، يلفهُ في لفة تسمى: (عدام)، يعني أن صاحبها لا يبالي بأرتكاب ما يؤدي بهِ إلىٰ الحكم بالاعدام، وكلمة أشقياء التي تطلق علىٰ هذا العيّار، تطلق علىٰ المفرد (شقاوة)، أي أن كل واحد من هؤلاء يسمىٰ شقي وأساس تسمية (الچراويّة) منسوب إلىٰ شخص من محلة الحيدرخانة وأسمه (چرو العبد).

إن بداية ظهور لقب الشقي تعود إلى عصر الدولة العباسية حيث كان ظهورهم لأول مرة بعد وفاة الخليفة الأمين ومقتله من قبل أفراد من جيشِ أخوه المأمون، ولم يمض على بناء بغداد خمسون عاما، وكان الاسم الشائع الذي يطلق عليهم وقتها الشطار والعيارين وفي فترة الحكم الملكي في العراق كانت الفترة الذهبية لنشاط الشقاوات في بغداد حتى ظهرت في بغداد شقاوات من النساء ومنهن فطومة أُم خنجر التي كانت تعلق الخنجر في نطاقها لتهدد بهِ من يعترض طريقها،
كان الأشقياء أو الشقاوات ينتشرون في شوارع بغداد، بحيث كان لكل زقاق أو منطقة زعيمها، الناطق باسمها والمدافع عن مصالح سكانها، ووفقاً لأقوال بعض المؤرخين، فقد تحدث بعضهم عن الشقي أحمد قرداش وسردوا قصته الشهيرة التي تتلخص في قيامهِ بالسطو على منزل أحد التجار اليهود.
وأثناء السطو مع رفاقهِ خلال نوم التاجر، وجد قرداش طعاما في الدار فتناول منهُ، وفجأة طلب من رفاقه التراجع عن السرقة وإعادة كل شيء إلى مكانه، معللا ذلك بأنه: (أصبح بينهُ وبين ساكني الدار زاد وملح ولا يجوز سرقة ممتلكاتهم).
ولعل هذه الحكاية تدل على عدم تجرد الشقي البغدادي من القيم والأخلاق، فهو بطبيعة الحال شاء أم أبى، جزء من المنظومة الأخلاقية في المجتمع العراقي المبنية على الشهامة، وزعماء الأحياء متفقون في ما بينهم على أصول التعامل وعلى وجوب التقيّد بالأعراف والتقاليد الاجتماعية، أي لا فرق في ذلك بين شقاوة الأعظمية وشقاوة الفضل، فالشهامة وإغاثة الملهوف والدفاع عن العرض وحماية المال ومبادئ الشرف وحسن المعاملة وعدم الاعتداء، كلها أمور يشترك فيها الجميع دون تمييز في الديانة أو المذهب أو المحلة.
وجاء في مجلة لغة العرب البغدادية لصاحبها الأب (أنستاس ماري الكرملي) إن اليشماغ أصلها (يشماق) أو اليشمك (بالتركية، وتعني «الحجاب» وهي لفظة من اللغة التركية، يراد بها ما يشدّ على الرأس سواء كان غطاء للرجال أم نقاب للنساء، وتسمى اللفّة: (چراويّة)، وتفنّن أهل بغداد في لفّ اليشماغ، على أشكال وهيآت مختلفة، ولكل واحدة معنى وأشهرها ستّ، فالأولى: لفّة العصفورية وتتألف من طيتين دقيقتين، تركب احداهما على الأخرى، دون انفراج بينهما وسميت بهذا الأسم نسبة إلى (علي بن عصفور) أحد الدعّار المشهورين في زمن الدولة العثمانية وهذه اللفّة يستعملها الشيخلية، أي الذين هم من سكنة محلة باب الشيخ، واللفة الثانية: لفّة الشبلاوية، وتتألف من ثلاث لفّات، بشكل اسطواني وتكون قاعدتها اللفّة الأولى ويستعملها الشبلاويّون، أي الذين هم من محلة أبو شبل، والثالثة: لفّة المهداويّة، وهي من ثلاث طيّات مع ذيل ينحدر على القفا، ويستعملها المهداويون، أي الذين هم من محلة المهديّة، واللفة الرابعة: لفّة الفضلاوية وتسمى أيضاً لفّة (القلعة لية) وتتألف من أربع طيّات مع ذيل ينسدل علىٰ القفا، علىٰ ان تكون الطيّة الأولى وهي القاعدة متدلّية علىٰ الجبين بشكل حلزوني، ويستعملها الفضلاويون، أي الذين هم من محلة الفضل، وأما سبب تسميتها بالقلعة لية فسببه أن سجن بغداد كان قديماً في القلعة، وكان كل مسجون، إذا أطلق سراحه بعد انتهاء محكوميته، لفّ يشماغه على هذا الشكل، إشارةً إلى أنه كان مسجوناً ومن أرباب السوابق، ويعرف ذلك من لفّة يشماغه، واللفة الخامسة: تسمى سه لفّة، وسه باللغة الفارسية معناها ثلاثة، وتتألف من ثلاث طيّات إثنتان بارزتان إلى الجهة اليسرى، مع ذيل متدلّ على الجهة اليمنى، ويستعملها أهالي محلة الحيدرخانة، واللفة السادسة: لفّة العدام، أي لفّة الإعدام، وتسمىٰ أيضاً ب (القنبوريّة) وتتألف من أربع طيّات اسطوانية الشكل، وسميت بلفّة العدام، لأن الذي يلفّها لا يبالي بالحكومة، لأنه قد وطّن نفسه علىٰ أن يرتكب ما ينال من أجله حكماً بالإعدام، واليوم لا يرتدي لباس الرأس هذا من أهل بغداد الّا القلّة القليلة من الناس، وبعضهم من التركمان في العراق.
ومن أشهر شقاوات العراق الذين ذاع صيتهم وأصبحوا مشهورين إبراهيم بن عبدكه، وموزر وخليل أبو الهوب، ومحي مرهون، وعلي مامه، ومحسن السهيل، وأولاد الصفرة وكثيرون غيرهم ذكرت سيرتهم صحف بغداد ومنهم جاسم الشيخلي العباسي الذي كان من الثوريين الناصري الأنتماء، وقد هاجم النظام الملكي لأنه كان يتهمه بتبعيتهِ وعمالته للأجنبي وأُتهم هو ورفيقه عطا البدري بمحاولة أغتيال الباشا نوري السعيد، وأعتقل وزُجَ بسجن الكوت وأطلق سراحه بعد سنة وأُعيدَ لعملهِ بعد عفو خاص من الباشا السعيد قائلاً بالحرف الواحد لمرافقهِ: أعيدوه لعملهِ رأفةً بعائلتهِ ولطيشه وتأثره بالقصص البوليسية. ولقد كان من الشخصيات المتواضعة ولا يحبُ الشُهرة والأضواء، وذاع صيت القاتل المحترف حجي شاكر في بغداد ومعاونه عزيز الأقجم، وقد حكم عليهما بالإعدام شنقاً، ونفذ الحكم في ساحة الجيلاني، وحضر عملية الإعدام الآلاف من أهالي بغداد، فصعد الحجي شاكر متباهياً إلى موقع حبل المشنقة، بينما خارت قوى معاونهِ عزيز الأقچم ورفعهُ السجانون وشنقوه! أما جواد الأجلك قاتل موسى أبو طبرة فقد أطلق عليه صبي أربع عيارات نارية (بعد خروجهِ من السجن لانتهاء مدة محكوميته) عندما غادر هذا الشقي المقهى الذي كان جالسا فيهِ. وظهر في بغداد أيام ثورة العشرين أشقياء اشتهروا بالشهامة والنخوة ومساعدة الضعيف وخصوصا في محلة (السيد عبد الله) والمحلات المجاورة لها وكذلك بين الثوار، واشتهر منهم الشقاوة عبد المجيد كنه (عم الوزير والسياسي المعروف خليل كنه) الذي عرف بمقاومته للاحتلال الإنكليزي مقاومة عنيفة وقتلهِ العديد من جنودهِ، والذي دعا إلى الثورة ومقاومة الاحتلال، ووزع النشرات للثورة وقبض عليهِ الإنكليز وحوكم وتم إعدامه، حيث دفن في مقبرة الشيخ جنيد في جانب الكرخ من بغداد ولا زال ضريحهُ قائماً إلى الآن.